# Роберт Ковач
Роберт Ковач (на сърбохърватски: Robert Kovač) е бивш хърватски футболист, роден на 6 април 1974 г. в Берлин. Играл е в 1. ФК Нюрнберг, Байер Леверкузен, Байерн Мюнхен, ФК Ювентус и Борусия Дортмунд. От 2009 до 2010 г. играе за Динамо Загреб. Брат му Нико също е бивш футболист, а по-късно е старши треньор на Хърватия.